# 阿尔贝·索布尔
阿尔贝·索布尔（英語：Albert Marius Soboul；1914年4月27日—1982年9月11日），法国历史学家，研究法国大革命和拿破仑时期历史，曾任索邦大学教授，主讲法国大革命历史，他撰写了许多有影响力的历史著作和历史解释，被认为研究是法国大革命时代的权威之一。他曾与弗朗索瓦·傅勒发生论战。